# William Martin (calciatore)
William Walter Martin (Londra, 23 marzo 1885 – ...) è stato un calciatore inglese, di ruolo difensore.